# جنگ لهستان و سوئد (۱۶۱۱–۱۶۰۰)
جنگ سوئد و لهستان (۱۶۰۰-۱۶۱۱) سلسله‌ای از جنگ‌ها بود که در منطقهٔ لیوونی بر سر تاج و تخت سوئد میان شاه شارل نهم سوئد و زیگیسموند سوم واسا رخ داد.

## علت جنگ
این جنگ بین سوئد با کشورهای مشترک‌المنافع لهستان-لیتوانی رخ داد. علت آن، به دنباله جنگ علیه زیگیسموند بود. در این جنگ داخلی (۱۵۹۷-۱۵۹۹)، زیگیسموند سوم واسا، همزمان شاه هر دوی سوئد و کشورهای مشترک‌المنافع بود، ولی تاج و تخت سوئد را از دست داد. با وجود آنکه در طی جنگ نیروهای کشورهای مشترک‌المنافع شرکت داشتند، ولی آن را بیشتر به عنوان یک جنگ داخلی سوئدی نه بخشی از جنگ لهستانی-سوئدی محسوب می‌کنند. زیگیسموند در جنگ استنگبرو در سال ۱۵۹۸ شکست خورد. در سال ۱۵۹۹ توسط عمویش، دوک چارلز خلع شد و مجبور به عقب نشینی به کشورهای حوزه مشترک‌المنافع شد. این پایان اتحاد شخصی کوتاه مدت بین لهستان و سوئد (اتحادیه لهستانی-سوئدی) بود.

با این حال، زیگیسموند برای به دست آوردن تاج و تخت سوئد کاری انجام نداد. از آن پس، بیشتر سیاست‌های خود را در حول محور تسخیر سوئد می‌گذراند، حتی اگر اشراف حوزه مشترک‌المنافع برای چنین درگیری طولانی و خونینی آمادگی کمی برخوردار بودند. زیگیسموند برنامه‌های خود را در سال ۱۵۹۹، زمانی که او الزامآور بودن معاهادات کانونتا، را تأیید کرد آغاز شد. زمانی که او به عنوان پادشاه لهستان انتخاب شداین اسناد را امضا کرد، وعده داد که از آن پس قلمرو، سوئدی استونی بخشی از حوزه مشترک‌المنافع باشد.

## خط سیر جنگ
خودسری لهستانی
اشراف لهستانی (شلکتا) از این جنگ حمایت کردند؛ با این فرض که این جنگ فقط به استونی محدود خواهد شد، و دستاوردهای بسیاری (مانند بدست آوردن سرزمین‌های جدید و صادرات غلات از طریق بنادر استونی در دریای بالتیک) را به همراه داشته باشد. و به تعداد کثیری از سوئدی‌ها فکر نمی‌کردند و انتظار نداشتند که این جنگ، جنگ طولانی مدت و سختی باشد. آن‌ها به شدت حریف خود را دست کم گرفتند، همچنین این نگرش را داشتند که لهستان نزدیک به صد سال در هیچ جنگی شکست نخوده است پس به راحتی حمله اسکاندیناویایی‌ها را دفع می‌کند. علاوه بر این، حوزه کشورهای مشترک‌المنافع نزدیک به ۱۰ میلیون نفر جمعیت داشت، تقریباً ۱۰ برابر بیشتر از جمعیت ۱ میلیونی سوئد. از سوی دیگر، اشراف لهستانی این مورد را در نظر نگرفتند که حوزه کشورهای مشترک‌المنافع، یکی از کوچکترین ارتش‌های نظامی اروپا (با توجه به نسبت جمعیت) را دارد در حالی که که سوئد با توجه به داشتن دولت متمرکز و قانون سربازی اجباری دهقانان، قادر به تهیه یک ارتش بزرگ با سرعت بسیار بالاتری نسبت به کشورهای مشترک‌المنافع، بود.
ابتدای جنگ 
کشورهای مشترک‌المنافع در دو جبهه مجبور به جنگ شدند؛ زیرا برای مقابله با نجیب زاده‌های مولداویایی ارتش‌های خود را در جنوب نیاز داشتند؛ بنابراین نیروهای سوئدی به سرعت به برتری عددی ۳: ۱ دست یافتند. در آغاز جنگ، در سال ۱۶۰۰، اگر چه در مرتبه اول ارتشی از کشورهای مشترک‌المنافع تحت رهبری کریستوف میکولای «پیورون» رجیویو توانست تعدادی از نیروهای سوئدی را شکست دهد، با این حال سوئد کنترل نه تنها استونی را گرفت، بلکه بسیاری از لیوونی، قلمرو مشترک‌المنافع جنوب استونی (کل منطقه در لهستان به عنوان اینفلنتی (درآلمان به سرزمین لیو شناخته شده‌است) را بدست آورد. پارلمان لهستان (سیم)، نسبت به تهدیدی که از شمال می‌شد با افزایش بودجه ارتش و احضار نیروهای ذخیره و فرماندهان جبهه جنوبی واکنش نشان داد (به جبهه جنوب اهمیت کمتری می‌دادند، زیرا که بخشی از جنگ در خارج از قلمروی کشورهای مشترک‌المنافع بود).
در سال ۱۶۰۱ هتمن ژان کارول چودکویچ لیتوانیایی و صدراعظم ژان زامویسکی لهستانیایی ، از مولداوی فراخوانده شدند و وارد لیتوانی گردیند تا با حمله سوئدها مقابله کنند، اکنون حمله سوئدی‌ها نه تنها تهدیدی برای استونی وعده داده شده توسط زیگوسموند بود بلکه تهدیدی برای سرزمین‌های جنوبی قدیمی لهستانی آن نیز بود. در اوایل سال ۱۶۰۱ چودکویچ و رجیویو در مکانی به نام کوکن خوزن نیروهای سوئدی را شکست دادند(نبرد کوکن خوزن را ببینید). به زودی پس از آن، ژان زامویسکی، که تازه از پیروزی خود در برابر مولداوی برگشته بود، جهت کمک، برای مقابله با سوئدی‌ها، با ۱۲۰۰۰ سرباز، و ۵۰ قطعه توپخانه، که ۱۵ قطعه از آن به عنوان توپخانه سنگین طبقه‌بندی می‌شدند آمد. چارلز قادر نبود با چنین ارتشی مقابله کند، بنابراین مجبور به عقب نشینی شد. با این حال، در زمان عقب نشینی او تعداد قابل توجهی از مدافعان را در قلعه‌های مختلفی که تصرف کرده بود در لیوونی باقی گذاشت. زامویسکی به جای تعقیب پادشاه به محاصره پرداخت، به زودی ولمر (والمیرا) و فلین (ویلیاندی، فیلن) را تصرف کرد.
در سال ۱۶۰۲، سوئدی‌ها تنها برایشان کنترل روال (تالین، رول)، پرنو (پارنو، پارناو، پارناوا)، هاپسل (هاپسالو، هپسلو) و دورپیت (تارتو) باقی مانده بود. با این حال، زایموسکی که ۶۰ سال سن داشت، بیمار شد و چودکویچ فرماندهی را برعهده گرفت و به محاصره دورپیت اقدام کرد. در وزنبرگ، (راکوره)، او یک نیروی تقویتی سوئدی که تحت نظر آروید ایریکسون از استالرم به منظور یاری سربازان سوئدی در دورپیت فرستاده شده بود را شکست داد. شهر در آوریل ۱۶۰۳ تسلیم شد.

بعد از بازگشت مجدد زامویسکی به جنوب چودکویچ به فرماندهی کل نیروهای لیتوانی در سال ۱۶۰۲، منصوب شد (دیگر زامویسکی مجدداً رهبر ارتش نشد و سلامتی او رو به وخامت گذاشت و در سال ۱۶۰۵ مرد). چودکویچ با وجود منابع ناکافی و پشتیبانی کمی که از طرف پارلمان و شاه زیگیسموند سوم واسا می‌شد، شایستگی‌اش را نشان داد، تسخیر قلعه بعد از قلعه دیگر و دفع دوک سودرمانلاند، پس از آن چارلز نهم، از ریگا، ولی با این وجود روال، پرنو، و ناروا تحت کنترل سوئد باقی ماند. در سال ۱۶۰۴ او دورپیت را فتح کرد، ژنرال‌های سوئدی را در نبرد وایسناشتاین (امروزه پایده گفته می‌شود) شکست داد (اغلب در برابر برتری سوئد، برنده می‌شد، مثلاً در وایسناشتاین جایی که او تنها ۲۳۰۰ سرباز داشت ارتش سوئد را با دارا بودن ۶۰۰۰ سرباز شکست داد. چوکویچ در خاطرات خود نوشت این نبرد سرنوشت ساز و یکی از بزرگترین پیروزی‌هایش بود، تلفات لهستانی - لیتوانیایی ۸۱ مرده، ۱۰۰ زخمی و نزدیک به نیمی از ارتش سوئد تلف شدند). برای شجاعت چودکویچ پادشاه به عنوان پاداش به او نشان بولوآ هتمن بزرگ لیتوانی را داد.
با این وجود، پارلمان حوزه کشورهای مشترک‌المنافع، گوش شنوایی برای درخواست تقویت نیرو و تأمین پول سربازان نداشت و آن را نادیده می‌گرفت. به خاطر سیستم مالی که کشورهای مشترک‌المنفع داشتند، وزارت خزانه داری تقریباً همیشه خالی بود. در طول قرن‌ها کشورهای مشترک‌المنافع گرفتار این نقص بودند.

با این حال چودکویچ خود را در برابر سوئدی‌ها نگه داشت. او نوع جدیدی از جنگ را بر اساس استفاده از تعداد زیادی از نخبگان سواره نظام سبک اسلحه را پایه ریزی کرد و در نتیجه سوئدی‌ها را بارها و بارها در زمین هموار شکست داد. اول لهستانی‌ها به سواره نظام سوئدی‌ها حمله میکردند، و پس از آن آن‌ها معمولاً به پیاده نظام سوئدی بی‌روحیه که از عقب نشینی ناتوان بود حمله می‌کردند و معمولاً همه این پیاده نظام نابود می‌شد.

در سال ۱۶۰۵ سوئدها مجدداً مبالغ زیادی را برای سرباز گیری جهت ایجاد یک ارتش بزرگ صرف کردند و همچنین تزار روسیه نیز به سوئد کمک مالی کرد. اکنون سوئد قادر بود تعداد زیادی مزدور و مهندس از سرتاسر اروپا استخدام کند.

در سال ۱۶۰۵ در چند مایلی روال، یک ارتش قدرتمند ۵۰۰۰ تایی به رهبری آندرس لنترسون از فوستنا، دوباره به استونی وارد شد. چند روز بعد یک گروه اعزامی دیگر سوئد تقریباً به تعداد ۴۰۰۰ نفر به رهبری کنت فردریک یواخیم مانزفیلد، در مجاورت آنجا وارد شدند و یه محاصره قلعه دونماندا (دوگوریوا، دینمنت) در نزدیکی ریگا پرداختند، اگر چه هیج موفقیتی بدست نیاوردند. پس از این شکست آن‌ها شروع به محاصره ریگا کردند. مأموریت اصلی آن‌ها تصرف این شهرستان مهم که یکی از بزرگترین بنادر دریای بالتیک است بود.

چودکویچ برای کمک به پادگان ریگا به آنجا نقل مکان کرد، اما متوجه شد که سوئدی‌ها نیز نیروی تقویتی به فرماندهی لنترسون ارسال کرده‌اند. چودکویچ به سمت لنترسون نقل مکان کرد با این حال او تصمیم نداشت که دست به جنگ بزند و به سمت قلعه عقب نشینی کرد. شاه چارلز نیز با سپاه ۵۰۰۰ نفری رهسپار شد. لنترسون تصمیم گرفت که به سپاه شاه بپیوندد و با هم به ریگا حمله کنند.

چودکویچ که نتوانسته بود مانع از پیوستن نیروهای سوئدی شود، از سیس به به نزدیکی‌های کیرکوم (سالکپوز، سالاسپیلس) و اسکیل (ایکشکیل)، جایی که او یک اردوگاه کوچک مستحکم ساخته بود نقل مکان کرد. چارلز در ۲۳ سپتامبر وارد ریگا شد، او دانست که نیروی چودکویچ در این اطراف هست و تصمیم به نابودی آن با یک حمله با تعداد زیادی از نیروهای سوئدیها گرفت. در ۲۷ سپاتمبر، ارتش سوئد به فرماندهی پادشاه جارلز به سمت کیرکوم رفتند.
نبرد کیرکوم(سالاسپیلس) در ۲۷ سپتامبر ۱۶۰۵، در نزدیکی رودخانه دونا(دُوجآوا، دیوینا، جیوینا، وَینا،) روی داد که مهم‌ترین دستاورد چودکویچ بود. چودکویچ با داشتن نیروهای کمتر (حدود ۱ : ۳ مجدداً به ضرر او بود) با استفاده از یک 'حمله دروغین' برای درهم شکستن موقعیت سوئد به کار برد. بنابراین سوئدی‌های تحت فرماندهی چارلز تصور کردند که نیروی لهستانی-لیتوانیایی در حال عقب نشینی هستند، آن‌ها شروع به پیشروی کردند، به منظور تعقیب آن‌ها از خطوط صف آرایی‌شان خارج شدند. چودکویچ منتظر این لحظه بود. در این لحظه پیاده نظام ارتش مشترک‌المنافع به سوئدی‌ها آتش گشود که سبب شد برخی از آنان تلف شوند، در آن نقطه سواره نظام سبک اسلحه دومرتبه تشکیل شد و به تشکل‌های پیاده نظام سوئد حمله کرد. تشکل‌های سوئدی به‌طور کامل منهدم شده و پادشاه به ناوگانش که در ساحل بود به سختی فرار کرد. بنابراین چودکویچ با زحمت توانست با تعداد ۳۶۰۰ سرباز در برابر نیروهای ارتش سوئد به تعداد ۱۱۰۰۰ سرباز را شکست دهد. شاهکار او نامه تبریکی را از پاپ، تمام پادشاهان کاتولیک اروپا و حتی از سلطان ترکیه و شاه ایران به همراه داشت.

اما این پیروزی بزرگ با توجه به اختلافات داخلی که در کشورهای مشترک‌المنافع در طول پنج سال چیره شد بی‌ثمر گشت. خود ارتش چودکویچ، تقریباً برای سال‌ها بدون مزد بود. چودکویچ یکی از حاکمان وفادار به پادشاه بود، او مجبور بود هم به شورش علیه پادشاه (بین سال‌های ۱۶۰۶ تا ۱۶۰۹) و هم به نیروی تازه نفس سوئد به رهبری مانزفیلد در سال ۱۶۰۸ بپردازد.

چودکویچ ناوگان سوئدی را در سالیس شکست داد و در نهایت ارتش مانزفیلد را یک بار دیگر در نزدیکی رودخانه گوجا شکست داد.
در سال ۱۶۱۱، بعد از مرگ چارلز نهم آتش بس به امضاء رسید. به نظر می‌رسد که تا سال ۱۶۱۷ (یا نوامبر ۱۶۲۰ منابع متناقض است) به داراز کشیده شده باشد. در دهه بعد کشورهای مشترک‌المنافع با جنگ علیه روسیه، اشغال شدند. مرزهای جنوبی نیز با مشکلات مداوم امپراتوری عثمانی در گریبان بود.